# Wild Arms
Wild Arms (japanska: ワイルドアームズ), även stiliserat Wild ARM:s, är den första delen i datorspelsserien Wild Arms. Det är utvecklat av Media.Vision till Sonys Playstation, och släpptes mellan  1996 och 1998. Spelet är ett rollspel och kretsar kring huvudpersonerna Rudy Roughnight, Jack Van Burace och Cecilia Lynn Adlehyde, som alla är spelbara. Wild Arms mottogs mestadels väl, och har fått flera uppföljare.